# Michael Elphick
Michael John Elphick (Chichester, 19 settembre 1946 – Willesden, 7 settembre 2002) è stato un attore britannico.

## Biografia
Crebbe a Chichester, Sussex. Studiò alla Lancastrian Secondary Modern Boys School di Chichester, dove ha preso parte a diverse produzioni scolastiche, tra cui Noah e A Midsummer Night's Dream. Inizialmente volle arruolarsi nella Marina mercantile e diede una mano nel cantiere navale locale durante le vacanze scolastiche.
Decise di studiare alla Royal Central School of Speech and Drama di Swiss Cottage, perché Laurence Olivier vi aveva studiato.
Dopo essersi diplomato alla scuola di recitazione, gli vennero offerti ruoli principalmente da delinquente. Debuttò nel film italiano Fraulein Doktor. Ottenne parti in film cult come 1855 - La prima grande rapina al treno, The Elephant Man e O Lucky Man!. Prese parte anche ai film Quadrophenia, Gorky Park e Shakespeare a colazione. Nel 1984 ebbe un ruolo da protagonista nel film L'elemento del crimine.
Morì per un infarto dovuto dai suoi problemi di alcol il 7 settembre del 2002, poco prima del suo 56ª compleanno.

## Vita privata
Dal 1963 fino alla morte di lei nel 1996 fu legato sentimentalmente con l'insegnante Julia Alexander. I due ebbero una figlia.

## Filmografia parziale

### Cinema
- Fräulein Doktor, regia di Alberto Lattuada (1969)
- Dov'è Jack? (Where's Jack?), regia di James Clavell (1969)
- Hamlet, regia di Tony Richardson (1969)
- Satana in corpo (Cry of the Banshee), regia di Gordon Hessler (1970)
- Terrore cieco (See no evil), regia di Richard Fleischer (1971)
- O Lucky Man!, regia di Lindsay Anderson (1973)
- La maledizione (And Now the Screaming Starts!), regia di Roy Ward Baker (1973)
- 1855 - La prima grande rapina al treno (The First Great Train Robbery), regia di Michael Crichton (1978)
- Quadrophenia, regia di Franc Roddam (1979)
- The Elephant Man, regia di David Lynch (1980)
- Krull, regia di Peter Yates (1983) – voce
- Pantera Rosa - Il mistero Clouseau (Curse of the Pink Panther), regia di Blake Edwards (1983)
- Gorky Park, regia di Michael Apted (1983)
- L'elemento del crimine (Forbrydelsen element), regia di Lars Von Trier (1984)
- Prova d'innocenza (Ordeal by Innocence), regia di Desmond Davis (1984)
- Molto rumore per nulla (Much Ado About Nothing), regia di Kenneth Branagh (1993)

### Televisione
- Justice – serie TV, un episodio (1973)
- I misteri di Orson Welles (Great Mysteries) – serie TV, un episodio (1973)
- New Scotland Yard – serie TV, 2 episodi (1973-1974)
- Crown Court – serie TV, 21 episodi (1973-1983)
- Coronation Street – serie TV, 2 episodi (1974)
- Hazell – serie TV, un episodio (1978)
- Play for Today – serie TV, 2 episodi (1978-1979)
- L'ispettore Regan (The Sweeney) – serie TV, un episodio (1978)
- I Professionals (The Professionals) – serie TV, un episodio (1979)
- Cribb – serie TV, un episodio (1980)
- Eddie Shoestring, detective privato (Shoestring) – serie TV, un episodio (1980)
- Masada – serie TV, 2 episodi (1981)
- Tutti gli uomini di Smiley (Smiley's People) – serie TV, un episodio (1982)

## Doppiatori italiani
Nelle versioni in italiano delle opere in cui ha recitato, Michael Elphick è stato doppiato da:
- Paolo Poiret in L'elemento del crimine
- Renato Mori in The Elephant Man
- Giancarlo Padoan in Gorky Park